# Каспийский зуёк

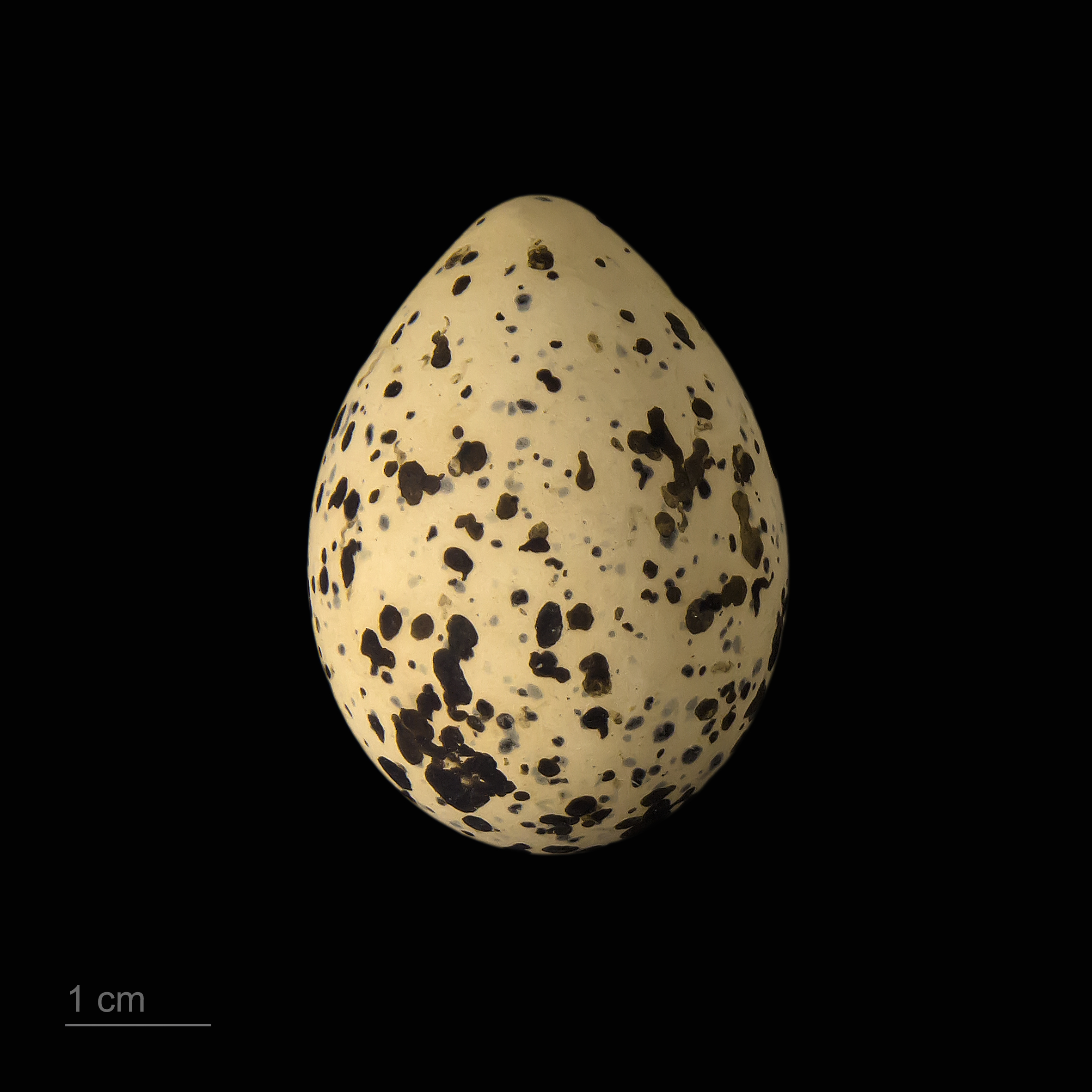
яйцо Charadrius asiaticus - Тулузский музей

Каспийский зуёк (лат. Anarhynchus asiaticus) — вид птиц из семейства ржанковых.

## Распространение
Распространены в глинистых и каменистых пустынях центральной части Азии, в частности на севере и востоке Каспийского моря. Мигрируют зимой на восток Африки, обычно остаются на лугах и пашнях. Очень редко залетают в Западную Европу. Также редок в Австралии.

## Гнездование
Потомство выводят в небольших колониях. Птица откладывает три яйца в ямку в земле.